# Emile Van De Velde
Emile Van De Velde foi um ciclista belga que participava em competições de ciclismo de pista. Van De Velde representou seu país, Bélgica, na corrida de velocidade nos Jogos Olímpicos de Verão de 1948, terminando em quinto lugar.